# Lochend
Lochend war eine Whiskybrennerei in Edinburgh in Schottland. Die Brennerei ist auch als Yardheads oder Leith bekannt. Letztere Bezeichnung ist zweideutig, da sie auch für die 1798 gegründete Brennerei Bonnington verwendet wurde. Beide Brennereien gelten als die bedeutendsten der Stadt. Lochrin war eine weitere Whiskybrennerei in Edinburgh.
Die Brennerei wurde 1825 von Alexander Law im jetzigen Edinburgher Stadtteil Leith gegründet. Im Jahre 1833 wurde sie von John Philp erworben, der den Betrieb 1848 in den Bankrott führte.
In den nächsten Jahren wurde die Brennerei von verschiedenen Eigentümern geführt, bevor sie 1852 in den Besitz von T & J Bernard überging. Bernard weitete die Produktpalette auf Gin und Brandy aus, was, zumindest in kommerziellem Ausmaß, für eine Whiskybrennerei ungewöhnlich ist. Außerdem wurden Wein, Kräuterlikör und Spiritus produziert. Der Whisky wurde als Encore Double Distilled Brand verkauft und wurde in der lokalen Zeitung Leith Burgh Pilot als geschmacklich sehr angenehmer und genussreicher Brand beschrieben. Das British Medical Journal schrieb, dass alle schädlichen Substanzen vollständig entfernt worden seien.
Die Brennerei blieb noch bis 1931 in Bernards Besitz. Die Stilllegung der Brennerei kann nicht exakt datiert werden. Es wird davon ausgegangen, dass der letzte Brennvorgang etwa zur Zeit des Ersten Weltkriegs erfolgte.